# Chiesa di Sant'Andrea (Arcidosso)

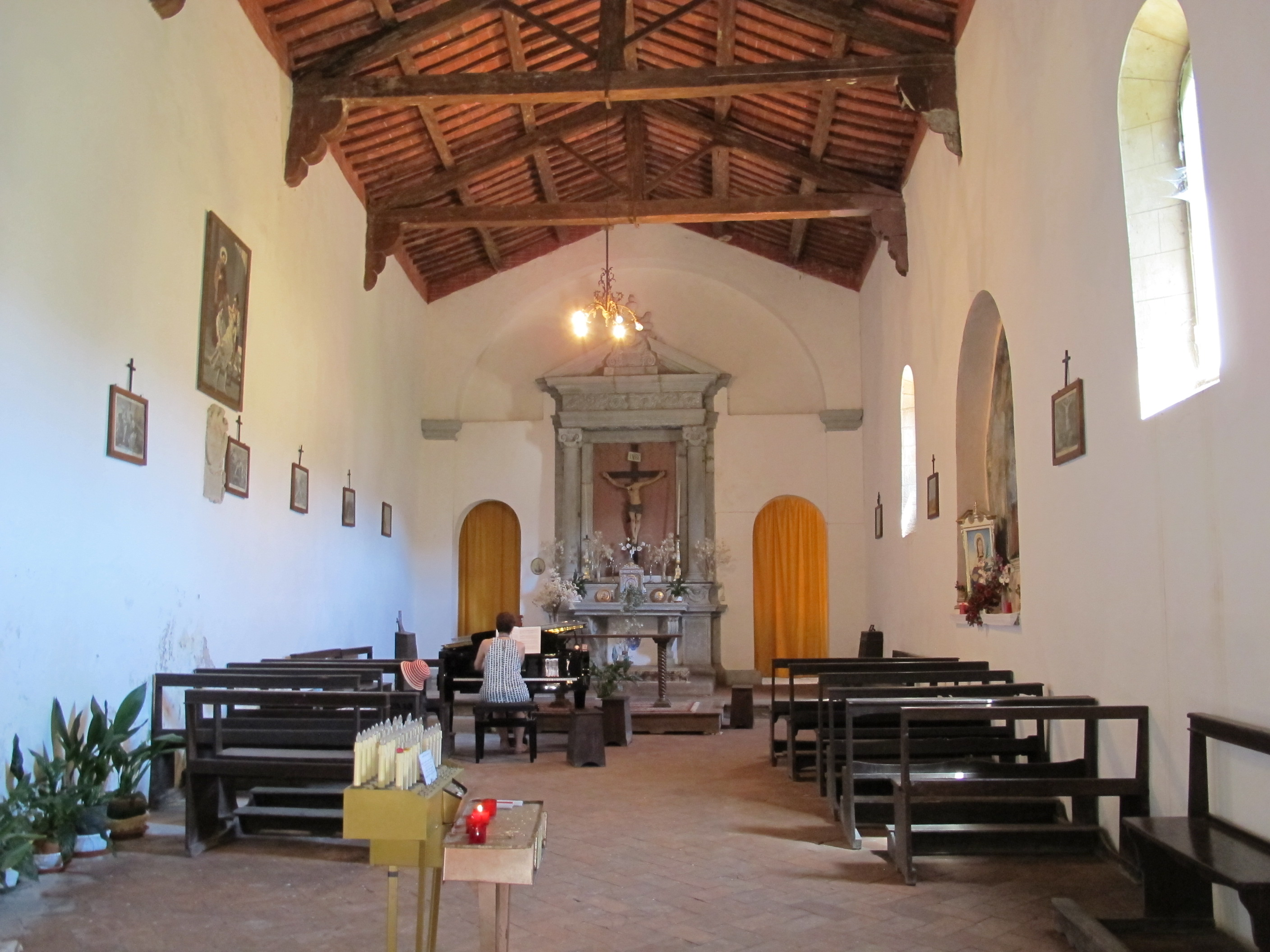
Interno

La chiesa di Sant'Andrea è un edificio religioso situato ad Arcidosso, nella provincia di Grosseto in Toscana.

## Storia
Ricordata fin dal 1188, fu ampliata una prima volta nel 1672, quando fu realizzato il presbiterio. Nel 1782 l'edificio fu consolidato da Leonardo Ximenes e nel 1872 la parte presbiterale, aggiunta nel XVII secolo, divenne sede della Confraternita della Misericordia.
Qui è stato inoltre sepolto il poeta arcidossino Giovan Domenico Peri.

## Descrizione
La facciata a capanna presenta al centro il portale architravato sormontato da una lunetta che introduce ad un interno coperto a capriate. Entro una nicchia sulla destra si trova un affresco con la Madonna col Bambino in trono con due Santi e angeli di un anonimo pittore senese dell'inizio del XVI secolo. Nel seicentesco altare maggiore si conserva un Crocifisso in cartapesta probabilmente coevo.
Nella parete sinistra si trova un quadro del pittore Ovidio Gragnoli datato 1928 nel quale San Giovanni di Dio (fondatore dell'ordine degli Ospedalieri) benedice due volontari che soccorrono un anziano malato.